# محمدعلی محسنی بندپی
محمدعلی محسنی بندپی (زادهٔ نوشهر)، سیاستمدار و پزشک اهل ایران است.وی در انتخابات یازدهمین دوره مجلس شورای اسلامی از حوزه انتخابیه نوشهر، چالوس و کلاردشت با اخذ و کسب ۲۴ هزار و ۹۲ رأی توانست به مجلس راه یابد.

## سمت‌ها
- معاون امور بین‌الملل دانشگاه علوم توانبخشی و سلامت اجتماعی
- مشاور عالی ریاست سازمان بهزیستی در امور توانبخشی و روابط بین‌الملل
- عضو شورای عالی راهبردی سازمان بهزیستی ایران
- معاون توسعه مدیریت و منابع دانشگاه علوم پزشکی مازندران
- مدیر کل آموزش و قائم مقام معاونت آموزشی دانشگاه علوم پزشکی مازندران
- عضو کمیته ملی مدیریت دگرگونیهای اجتماعی وابسته به کمیسیون ملی یونسکو
- عضو شورای پژوهشی راهبردی سازمان بهزیستی ایران
- عضو کمیته کشوری طرح تکریم ارباب رجوع وزارت بهداشت، درمان و آموزش پزشکی

## عملکرد عمرانی
- گاز رسانی به مناطق محروم بخش کجور و روستاهای ۹ گانه مرزن آباد با اعتبار بیش از ۶ هزار میلیارد
- استقلال اداره کل گاز غرب استان مازندران به مرکزیت شهرستان نوشهر
- آسفالت جاده مرزن آباد به دزدبن و بلعکس
- پیگیری جهت استقرار نمایندگی استانداری در غرب استان در شهرستان نوشهر
- پیگیری جهت دریافت مصوبه منطقه آزاد مازندران

## حوزه بهداشت و درمان
- پیگیری جهت دریافت مجوز استقلال دانشکده علوم پزشکی و خدمات درمانی غرب استان مازندران
- پیگیری جهت مجوز ایجاد دانشکده پیراپزشکی غرب استان مازندران در شهرستان نوشهر
- دریافت مجوز درمانگاه شبانه‌روزی هچیرود چالوس به همراه مجوز پرسنل و کادر درمان
- خرید تجهیزات ۴۰ میلیاردی دستگاه آنژیوگرافی قلب برای بیمارستان چالوس در سال ۱۴۰۰
- خرید ۲ عدد دستگاه سی آرم و ست جراحی سر برای بیمارستان شهید بهشتی نوشهر و آیت الله طالقانی چالوس به مبلغ ۱۰ میلیارد تومان
- خرید ۴ عدد دستگاه ونتیلاتور برای بیمارستان شهید بهشتی نوشهر
- تکمیل و ساخت خانه بهداشت تازه آباد نوشهر به مبلغ ۱۲ میلیارد تومان
- تکمیل خانه بهداشت و درمانگاه مزگاه به اعتبار ۱۵ میلیارد
- پیگیری جهت تخصیص یک دستگاه آمبولانس برای بخش کجور نوشهر